# Agriopis
Genre
Agriopis est un genre de lépidoptères (papillons) de la famille des Geometridae. Le nom vernaculaire des lépidoptères européens de ce genre est Hibernie, nom qu'ils partagent avec des papillons du genre Erannis. En effet, contrairement à la grande majorité des lépidoptères, les adultes de ces différentes espèces sont visibles en hiver. 

## Espèces rencontrées en Europe
- Agriopis aurantiaria (Hübner, 1799) -- l'Hibernie orangée
  - Agriopis aurantiaria aurantiaria (Hübner, 1799)
  - Agriopis aurantiaria cleui Leraut, 1993
  - Agriopis aurantiaria lariciaria (Scholz, 1947)
- Agriopis bajaria (Denis & Schiffermüller, 1775) -- l'Hibernie messagère[1]
- Agriopis beschkovi Ganev, 1987
- Agriopis leucophaearia (Denis & Schiffermüller, 1775) -- l'Hibernie grisâtre
- Agriopis marginaria (Fabricius, 1776) -- l'Hibernie hâtive 
  - Agriopis marginaria marginaria (Fabricius, 1776)
  - Agriopis marginaria pallidata (Turati, 1911)